# Џихан Ел-Насер
Џихан 'Ахмад Ел-Насер (арап. جيهان أحمد الناصر; енгл. Gihan 'Ahmad El-Naser) је глумица, гласовна глумица и музичарка из Египта. Бави се певањем, снимањем, продукцијом, вокалним тренирањем и синхронизацијом. Ради и као редитељка синхронизација и гласовна глумица. Има докторат у области певања. Учествовала је у телевизијским емисијама „Суперталенат“, „Идол“ и „The Voice“, као вокални тренер и део жирија. 
Џихан се преко 20 година бавила режијом, музичком продукцијом арапских Дизнијевих филмова, у којима је и сама тумачила велики број ликова, укључујући и многе главне, те је стекла надимак "арапска Дизни добра вила". Многим генерацијама је обележила детињство и Дизнијеви обожаваоци широм света јој одају признање за њен рад.
Дана 17. марта 2017. је објавила да се повлачи из даљег рада у синхронизацијама, у улози редитеља. Њена одлука донета је само три дана након што је објавила свој најновији рад — арапску синхронизацију филма Вајана, коју је режирала и музички продуцирала.

## Лични живот
Џихан Ел-Насер има богато искуство у музици и обуци гласова. Њена љубав према музици је почела још од детињства, отац јој је био саветник за музичко образовање у министарству просвете Египта. Музика постаје њен цео живот: хоби, студије и посао. Џихан је дипломирала на Вишем арапском музичком институту, а докторирала је певање у Лос Анђелесу и добила стипендију за оперско певање. Студирала је на вишем институту драмских уметности, била је оперска певачица у Египатској опери, певала је у музичким групама и одиграла више глумачких улога.

## Гласовне улоге
| Година    | Назив                                        | Улога                                 |
| --------- | -------------------------------------------- | ------------------------------------- |
| 1995      | 101 далматинац                               | Певачица на радију                    |
| 1995      | Покахонтас (званична синх.)                  | Покахонтас                            |
| 1996      | Звонар Богородичине цркве                    | Есмералда (песме)                     |
| 1997      | Херкул                                       | Мегара (песме), Калиопи               |
| 1998      | Краљ лавова 2: Симбин понос (званична синх.) | Киара (песме)                         |
| 1998      | Покахонтас 2: Путовање у нови свет           | Покахонтас                            |
| 1999      | Дамбо                                        | Солиста (Бебо моја)                   |
| 1999      | Тарзан (званична синх.)                      | Терк (песме)                          |
| 1999      | Робин Худ                                    | Солиста (Љубав)                       |
| 2002      | Оливер и дружина (званична синх.)            | Рита                                  |
| 2003      | Брат медвед (званична синх.)                 | Солиста                               |
| 2004      | Аладин                                       | Жена са метлом                        |
| 2004      | Мики, Паја, Шиља: Три мускетара              | Белка                                 |
| 2009      | Звончица и изгубљено благо                   | Наратор / Солиста                     |
| 2009      | Принцеза и жабац                             | Мама Оди (песме)                      |
| 2010      | Звончица и велико вилинско спашавање         | Наратор / Солиста                     |
| 2010      | Златокоса и разбојник (званична синх.)       | Мајка Готел                           |
| 2011      | Звончица и вилинске игре                     | Солиста                               |
| 2012      | Разбијач Ралф (званична синх.)               | Наредница Калхун                      |
| 2013      | Залеђено краљевство                          | Краљица Арендела                      |
| 2013      | Зачарана (ТВ синх.)                          | Солиста (Увек и заувек)               |
| 2013      | Златокоса и разбојник (ТВ синх.)             | Мајка Готел                           |
| 2013      | Краљ лавова (ТВ синх.)                       | Солиста (Животни круг)                |
| 2013      | Краљ лавова 2: Симбин понос (ТВ синх.)       | Зира (песме)                          |
| 2013      | Легенда о Тарзану (ТВ синх.)                 | Терк                                  |
| 2013      | Оливер и дружина (ТВ синх.)                  | Рита                                  |
| 2013      | Покахонтас (ТВ синх.)                        | Покахонтас                            |
| 2013      | Снежана и седам патуљака (ТВ синх.)          | Зла краљица / Вештица                 |
| 2013-2017 | Софија прва                                  | Краљица Миранда (песме, неке епизоде) |
| 2013      | Тарзан (ТВ синх.)                            | Терк                                  |
| 2013      | Тарзан 2 (ТВ синх.)                          | Терк                                  |
| 2013      | Храбра Мерида (ТВ синх.)                     | Солиста                               |
| 2014      | Брат медвед (ТВ синх.)                       | Солиста                               |
| 2014      | Како да дресирате свог змаја 2               | Штуцкова мајка (песме)                |
| 2014      | Мулан (ТВ синх.)                             | Фа Ли, Бака Фа (песме)                |
| 2014      | Разбијач Ралф (ТВ синх.)                     | Наредница Калхун                      |
| 2015      | Звончица и чудовиште из Недођије             | Наратор                               |
| 2019      | Ралф растура интернет                        | Наредница Калхун                      |